# Place communale d'Auderghem
 (août 2025).
Si vous disposez d'ouvrages ou d'articles de référence ou si vous connaissez des sites web de qualité traitant du thème abordé ici, merci de compléter l'article en donnant les références utiles à sa vérifiabilité et en les liant à la section « Notes et références ».
La place communale d'Auderghem (en néerlandais : Gemeenteplein van Oudergem) est une place bruxelloise de la commune d'Auderghem. Elle fait le coin de la chaussée de Wavre et de la rue Jacques Bassem en contrebas du promontoire du Bergoje.

## Historique et description
Cette place fut appelée à la vie le 3 juillet 1989.
La place est à présent entourée de bâtiments construits en 1989 par la firme Mercurius entre le n°4 de la rue Jacques Bassem et la chaussée de Wavre.
Mais le lieu où la petite place a été aménagée a déjà un passé fort intéressant. Là où apparaît la façade nord existaient, au XVIIIe siècle, le long de la chaussée de Wavre, d'importants estaminets parmi lesquels Den Moriaen, Den Prins et Den Horen.
Deux d'entre eux ont hébergé la "maison commune", local où les conseils communaux devaient se réunir et où, depuis le régime français, tous les devoirs officiels devaient être accomplis. Leurs jardins donnaient donc sur l'actuelle place communale.
Den Moriaen recevra plus tard le nom de Restaurant du Vieux Bruxelles au début du XXe siècle.
À partir des années 1930, M. Minet allait y agrandir sa petite entreprise familiale de la rue Jacques Bassem et la transformer en blanchisserie aux allures industrielles, surtout après la Seconde Guerre mondiale. Il lui donna le nom de REMA. L’entreprise exerça son activité jusqu’aux Golden Sixties lorsque Auderghem vit la fin d’une activité de blanchissage presque centenaire.
Le bâtiment a été démoli pour faire place à une succursale des grands magasins Delhaize venue s'implanter là, vers 1960. L'actuelle place Communale a donc été tracée sur le parking du grand magasin Delhaize.

### Origine du nom
Le nom de la place a été choisi car elle jouxte la maison communale de la commune d'Auderghem.

## Situation et accès
| ___ | Ce site est desservi par les stations de métro : Herrmann-Debroux et Demey. |